# E-ネットキャラバン
e-ネットキャラバン（イーネットキャラバン）は、インターネットの安心・安全利用に向けた啓発を行う趣旨で行われる「e-ネット安心講座」を行うキャラバン（出前講座）。児童・生徒と接する機会の多い保護者及び教職員を主な対象としている。講師の派遣に伴う謝金や交通費は原則的に不要。2005年度の関東地域及び東海地域での試行結果を基に、2006年から全国47都道府県で実施された。当初は2009年3月までとされていたが、その後も継続実施されている。

## 講座の内容
インターネットに関わる犯罪やコンピュータウイルス、スパム、架空請求詐欺の実態、その対処方法などについて、パソコンを用いてのe-ネット安心講座の基本テキストによるプレゼンテーションやビデオにより1〜2時間程度の講演形式で進められる。
また、主催者側の希望や担当する講師によるアレンジにより、特定のテーマに的を絞ったり質疑応答を中心にするなどのカスタマイズも可能である。

## 講師派遣の申込み方法
講座開催を希望する学校・PTA・教育委員会・青少年育成団体・地方公共団体等が、講座の日時、場所、対象者など必要事項を決め、講座開催日より2ヶ月前までにe-ネットキャラバン事務局宛にWebフォームやFAXにて申し込む。

## 運営協議会
- 社団法人 電気通信事業者協会
- 社団法人 テレコムサービス協会
- 社団法人 日本インターネットプロバイダー協会
- 社団法人 日本ケーブルテレビ連盟
- 財団法人 インターネット協会
- 財団法人 マルチメディア振興センター
- 総務省-総合通信局
- 文部科学省